# Asclepíades Filofísic
Asclepíades Filofísic (en llatí Asclepiades Philophysicus en grec antic Ἀσκληπιάδης Φιλοφυσικός) va ser un metge que probablement va viure al segle ii aC, o poc abans. És esmentat per Galè, que conservà algunes de les seves fórmules.